# McKesson Plaza
McKesson Plaza – wieżowiec w San Francisco w Stanach Zjednoczonych. Ma 161 metrów wysokości i 38 pięter. Jest 13. co do wysokości budynkiem w mieście, na tym samym miejscu jest także First Market Tower, który ma taką samą wysokość. Jego powierzchnia użytkowa jest wykorzystywana głównie na biura. Ma tutaj siedzibę firma McKesson. Zewnętrze budynku jest zbudowane z norweskiego granitu. Zaprojektowany został przez firmę Welton Becket and Associates, a jego budowa zakończyła się w roku 1969. Granit i marmur rozjaśniają wysokie na 30 stóp, lobby wejściowe budynku. Wieżowiec ten jest połączony z Telesis Tower za pomocą The Crocker Galleria, otwartej galerii handlowej, największej w tej części miasta. W miejscu tego gmachu stał kiedyś 11-piętrowy Crocker Building.